# 熱溶解積層法

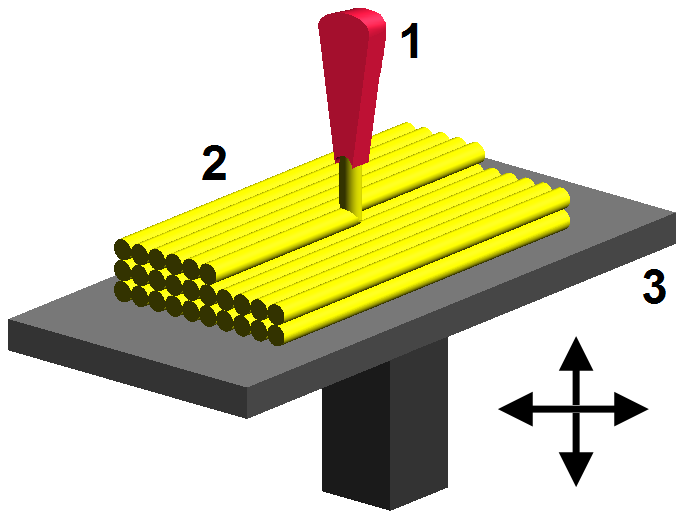
熱溶解積層法

熱溶解積層法（ねつようかいせきそうほう、英: fused deposition modeling、FDM）は、1980年代後半に米国 ストラタシス社のスコット・クランプによって開発されたラピッドプロトタイピング・3Dプリンタにおける造形方式の一つ。
1990年に商品化され、商標についてはストラタシス社が保持しているが特許権は2009年に基本特許の保護期間が終了した。

## 原理
熱可塑性樹脂のフィラメントを高温で溶かし、積層させることで立体形状を作成する。
樹脂スプールを造形ヘッド内のプーリーで押出し、その先のヒーターで樹脂を溶解しながら、押出された樹脂を造形テーブルに押し付けるように積層を行う。
原理としては溶かした樹脂を積層するだけの非常にシンプルなものだが、熱可塑性樹脂により収縮率・線膨張率・溶解温度などの諸条件が違ううえ、
型を使用しない方式のため作成する形状により前記条件が大きく変わってくる事もあり、実際にはこの方式で立体物を作成するには多大なノウハウと条件データが必要になる。

## 特徴
ラピッドプロトタイピング・3Dプリンタの造形方式の中では唯一、本物の熱可塑性樹脂が使用できる。
積層による作成のため、成形品とまったく同じ物性を得ることはできないが近い物性を得ることは可能であるため、作成物の用途は非常に広い。